# ウィリアム・ロード
ウィリアム・ロード（William Laud, PC, 1573年10月7日 - 1645年1月10日）は、17世紀イングランドの政治家・聖職者。ロンドン主教（在位：1628年 - 1633年）、オックスフォード大学学長（在位：1630年 - 1641年）、カンタベリー大主教（在位：1633年 - 1645年）などを歴任。
チャールズ1世の側近でストラフォード伯爵トマス・ウェントワースと共に権勢を振るったが、弾圧政策と宗教の改変が国民の怒りを買って失脚し、清教徒革命（イングランド内戦）の最中に処刑された。

## 生涯

### 聖職者の道を歩む
1573年、イングランド南部バークシャーの都市レディングで、織物業者で同名のウィリアム・ロードとルーシー夫妻の子として生まれた。グラマースクールで教育を受けた後、1589年にオックスフォード大学セント・ジョンズ・カレッジに入った。在学中に学寮長ジョン・バカリッジの指導を受けて卒業後は聖職者の道を歩み、1594年に学士、1598年に修士、1608年に神学博士号を取得する優秀な学生だったが、バカリッジの影響で大学主流派のカルヴァン主義に反対するようになり、大学から危険視されるようになった。後に非難される「カトリックの傾向を持つ」「でしゃばりで独断的な人物」という評判もこの頃から聞かれるようになった。
1611年、バカリッジがロチェスター主教に転任、セント・ジョンズ・カレッジ学寮長が空くと選挙が行われ、反カルヴァン派の支持で僅差ながらロードが学寮長に当選した。学寮長としての活動では規律強化などの管理統制とカレッジの外面整備に尽力、カレッジを献金を元に修理・改築、教育はイングランド王ジェームズ1世の後押しで神学をカルヴァン派中心の教育から改変した。建物の外観・内装を美しく飾り信仰における儀式を重視、人々の管理統制など宗教政策と手法もこの時から始まった。

### 宮廷で見いだされ出世
大学勉強の傍らでロンドンへ行き猟官運動に励み、神学を学んだ後にアルミニウス主義神学者として知られたバカリッジの前任のロチェスター主教リチャード・ニールを尊敬して1608年に彼の補佐を務めた。それが功を奏し、1610年にリッチフィールド主教に転任したニールの推挙で国王の礼拝堂付司祭に就任、1616年にグロスター主席司祭、1621年にセント・デイビッズ主教と順調に出世を重ねたが、ジェームズ1世はロードの急進的思想（高教会派）を問題として敬遠、それ以上登用しなかった。代わりに1622年からジェームズ1世の寵臣バッキンガム侯（後に公爵）ジョージ・ヴィリアーズから崇敬を受けて、宗教の助言者として厚遇されるようになった。
この時期に信仰の重要視すべき部分を確立、カルヴァン派の中心的教義である予定説に異議を唱え、急進的カルヴァン派と異なりカトリックの存在は認めるが一部の理論（偶像崇拝・化体説など）は認めず、聖書・使徒信条を信仰の基礎と考えつつもそれ以外の事柄は信者個人の判断を挟まず、国王が一般的な議会と共に召集する聖職者会議に委ねられると考えた。また大学でも見られた儀式尊重の関心が高まり、神への信仰が目に見える形および信仰の統一を示す形として外面的礼拝を強調したが、それはカルヴァン派からアルミニウス主義的、あるいはカトリック的と見られた。
1625年にジェームズ1世が死去、後を継いだチャールズ1世はロードを取り立てて1626年にバース・アンド・ウェルズ主教、1627年に枢密顧問官、翌1628年にロンドン主教、1630年にオックスフォード大学学長兼務、1633年にカンタベリー大主教と順調に出世してチャールズ1世の宗教・教育顧問として重きをなした。ストラフォード伯爵トマス・ウェントワースと共にバッキンガム公亡き後のチャールズ1世の片腕として国政にも深く関与、王権神授説に賛成するロードは1625年の議会で政教一致および臣民の国王と神の服従を強調、カルヴァン派を批判し教会統一を説き、イングランド国教会（プロテスタント）からピューリタンを排除しアルミニウス主義者を登用した。こうして1629年から開始されたチャールズ1世の親政（無議会政治）を支える役割を担った。

### 宗教統一と弾圧
イングランド国教会の改革と宗教統一を持論としていたロードは、チャールズ1世の許しを得て祈祷書の遵守と礼拝の統一、聖職者の統制政策を推進した。更に世俗の問題に対する聖職者の積極的な関与を推進し、その見解の遵守を国民に指示した。これに対して激しく抵抗したピューリタンらは、高等宗務官裁判所や星室庁を舞台として徹底的に弾圧したが、余りの強硬な政策にピューリタン以外の貴族やジェントリの反感も広がっていった。またアルミニウス主義者を次々と登用、1635年に大蔵卿が空位のため設置された大蔵委員会にメンバーの1人として入り込み、翌1636年に大蔵卿が復活するとロードの後任のロンドン主教ウィリアム・ジャクソンをつけ、枢密院に自分とジャクソン、ヨーク大主教となっていたニールも含めて3人分の席を確保した。裁判を通して罰金収入を増やし、聖職禄を買い取った俗人からの買い戻しも図ったが、こちらは到底不可能なことが明らかになり中止となった。
ロンドン主教在任中から礼拝統一・管理統制が進められ、教会に属していない講師の取り締まり、荒廃していたセント・ポール大聖堂を礼拝の象徴に定めて改修、1630年の全ての主教への教区管理の強化命令、1631年からの出版物検閲、反対派弾圧を推進した。オックスフォード大学学長としては大学の改革にも動いたが、ここでも統制重視で服装の乱れから酒場通い禁止など厳しい規制が設けられ、風紀取り締まりで酒場や学外の学生も調査された。大学法規を改定して大学運営にも介入、修士が所属する教授会の大学運営から、学長・副学長を中心とした執行会に運営を移し、人事権や取り締まりの権限を与え上からの統制を完全な物にした。この法規改定は長く続き1854年まで存続した。
1633年のカンタベリー大主教就任で宗教の頂点に立ち、1635年の外務会議と大蔵委員会参加で外交と財政にも介入して権力を増大させた。経済に統制を試み違反者取り締まりと囲い込み禁止、独占権の継続と貧民救済を進めたことはジェントリと貴族の反感を買い、政治でも管理統制に都合が良い君主制を尊重する反面、貴族制と議会を軽視したことも反発を強めた。アルミニウス主義者登用もカトリック陰謀疑惑を掻き立てただけでなく、彼等によって国教会から排除されたカルヴァン主義者をピューリタンに合流させ一層反対派が強化された。ロードや政府をパンフレットで風刺したウィリアム・プリンに対する残酷な刑罰もマイナスに働き、ますますロードに対する反感が募っていった。こうした時期の1634年にエドワード・ハイド（後の初代クラレンドン伯爵）と知り合い、法律家としての才能を見込んで重用するようになった。
一方、ロードは宮廷にカトリックが入り込んでいることも問題視していたが、王妃ヘンリエッタ・マリア・オブ・フランスがカトリックで宮廷にもカトリック教徒が出回る状況では取り締まりはできず、中止された。ピューリタンも海外に居場所を見出しオランダ、北アメリカのニューイングランド・マサチューセッツ湾植民地へ亡命する者が続出（トマス・グッドウィン、ウィリアム・ブリッジ、ヒュー・ピーターなど）、やがて独立派が形成される素地が作られた。弾圧も成果が上がらず、腹心のマシュー・レンは1635年から1638年までノリッジ主教を務めピューリタン弾圧と礼拝のカトリック化を進めたが、住民の離反が大きくなるだけになり、1638年にレンがイーリー主教に転任しても同じことが繰り返され、当時イーリーに住んでいたオリバー・クロムウェルと対立、後に弾劾・投獄される有様だった。ピューリタンもクロムウェルや商人ジェントリ、自治都市に密かに援助され抵抗を続けた。ロード自身もそれまでの政策が災いして支持者が少ないことと（ストラフォード伯とジャクソンしか協力者がいなかった）、他に人材をリクルートできない状況と高齢も相まって疲弊していった。

### 統制政策の破綻
1638年にロードの意見を容れたチャールズ1世によってスコットランド長老派に国教会の祈祷書を強要したことから国民の猛反発を買い国民盟約（盟約派）の結成を招き、翌1639年に主教戦争が勃発した。強硬なロードはチャールズ1世に武力討伐を進言したが、準備がろくに整っておらず士気も低い軍では勝負にならず、1640年4月にチャールズ1世は戦費を求めて短期議会を召集した。だが議会はジョン・ピムら反対派が主導してロードの宗教政策や議会の承認を得ない課税など親政批判に終始、ロードは事態の成り行きに懸念を示したハイドの議会続行の進言を取り上げず、5月のチャールズ1世の議会解散に賛成したが、議会解散の張本人と見做されたロードに対する敵意は高まり、解散直後にランベス宮殿には彼の引き渡しを求める暴徒が500人押し寄せた。
にも拘わらずロードは妥協せず、議会解散と共に解散するはずの聖職者会議を通して教会法規を制定、改めて王権神授説支持と国王の議会召集・解散権および臣民の税支払い義務を強調、宗教の現体制を認め変更しないとする誓約を全ての学生と聖職者に求め教会と国家の革新に正当性を与えようとした。しかしもはやロードの政策は通用せず、主教戦争の敗戦とスコットランドへの賠償金調達から始まった11月の長期議会では教会法規はすぐさま破棄されただけでなく、ロードの戦争責任を追及する動きが高まり、12月に反逆罪によって弾劾・逮捕され1641年3月にロンドン塔へ投獄された。ストラフォード伯も11月に弾劾されたが、彼を有罪とする決定的な証拠に欠けていた議会側はロードとストラフォード伯を生かしておいた場合に国王と彼らが議会側に弾圧を加えてくることを危惧して、私権剥奪法を制定して両者を国家に害をなす人物であると認定、それを理由に処刑を決定、ストラフォード伯は1641年5月に処刑され、チャールズ1世はロードを解放しようとしたが議会はこれを拒絶して双方の対立は深刻化、1642年に第一次イングランド内戦が勃発した。
やがて1644年にロードに対する裁判が開始されたが、ストラフォード伯と同じく有罪が困難なため議会は私権剥奪法で処刑を決定、チャールズ1世の特赦状も却下して翌1645年1月10日にタワー・ヒルで処刑した。最後の言葉は「自分の死は、この王国のいかなる周知の法によって、それに値するとされた死ではない」「私は常にプロテスタントの信仰に生き、今、そこにおいて死ぬのである」。チャールズ1世もイングランド内戦に敗れ4年後の1649年に処刑された。